# Ivana Svobodová (novinářka)
Ivana Svobodová je česká novinářka a reportérka týdeníku Respekt. Společně s Martinem Dorazínem také laureátka Ceny Ferdinanda Peroutky za rok 2022.

## Život
Po vystudování gymnázia v Brně nastoupila ihned do pracovního života. Vystřídala práci provozní v nemocnici i v rámci tiskového oddělení antimonopolního úřadu. Po mateřské dovolené nastoupila do Mladé fronty DNES, kde pracovala řadu let na pozici asistentky. Administrativní práce pro ni nebyla příliš naplňující, později jí bylo umožněno napsaní první reportáže, která jí otevřela cestu k novinářské dráze. Začala zpracovávat denní zpravodajství a věnovat se reportážím. Později přijala nabídku v pražské buňce Mladé Fronty a dále v časopisu Týden. Roku 2010 nastoupila na popud jeho šéfredaktora Erika Taberyho do týdeníku Respekt.
Ve své novinářské práci se v mnoha článcích zaměřuje na politické dění a jeho dopad na společnost. Cestovala s kampaní Andreje Babiše a v rámci mítinků populistických a antisystémových hnutí mapuje motivace a cesty, které vedly účastníky k víře v dezinformace, a sociální dopady rozdmýchávání zášti ve společnosti. Příkladem je reportáž s rodinou "českého teroristy" Jaromíra Baldy či články zabývající se děním kolem čtvrté vlády Roberta Fica na Slovensku. Po vypuknutí ruské invaze na Ukrajinu v únoru 2022 se věnuje také reportážím z válkou zasažené Ukrajiny.
Za svou práci dostala v únoru roku 2023 prestižní ocenění Cenu Ferdinanda Peroutky, kde ji v laudatiu Libuše Koubská označila za Milenu Jesenskou dnešní doby a byla oceněna za citlivost ale i poutavost svých reportáží.
V roce 2024 byl o její práci natočen krátký dokument s názvem Reportáž psaná na benzínce, který vznikl jako absolventský film Zory Čápové na FAMU v Praze a následně byl v roce 2025 vysílán v České televizi.